# Diacantharius elegans
Diacantharius elegans là một loài tò vò trong họ Ichneumonidae.